# Richard Webster, 1. Viscount Alverstone

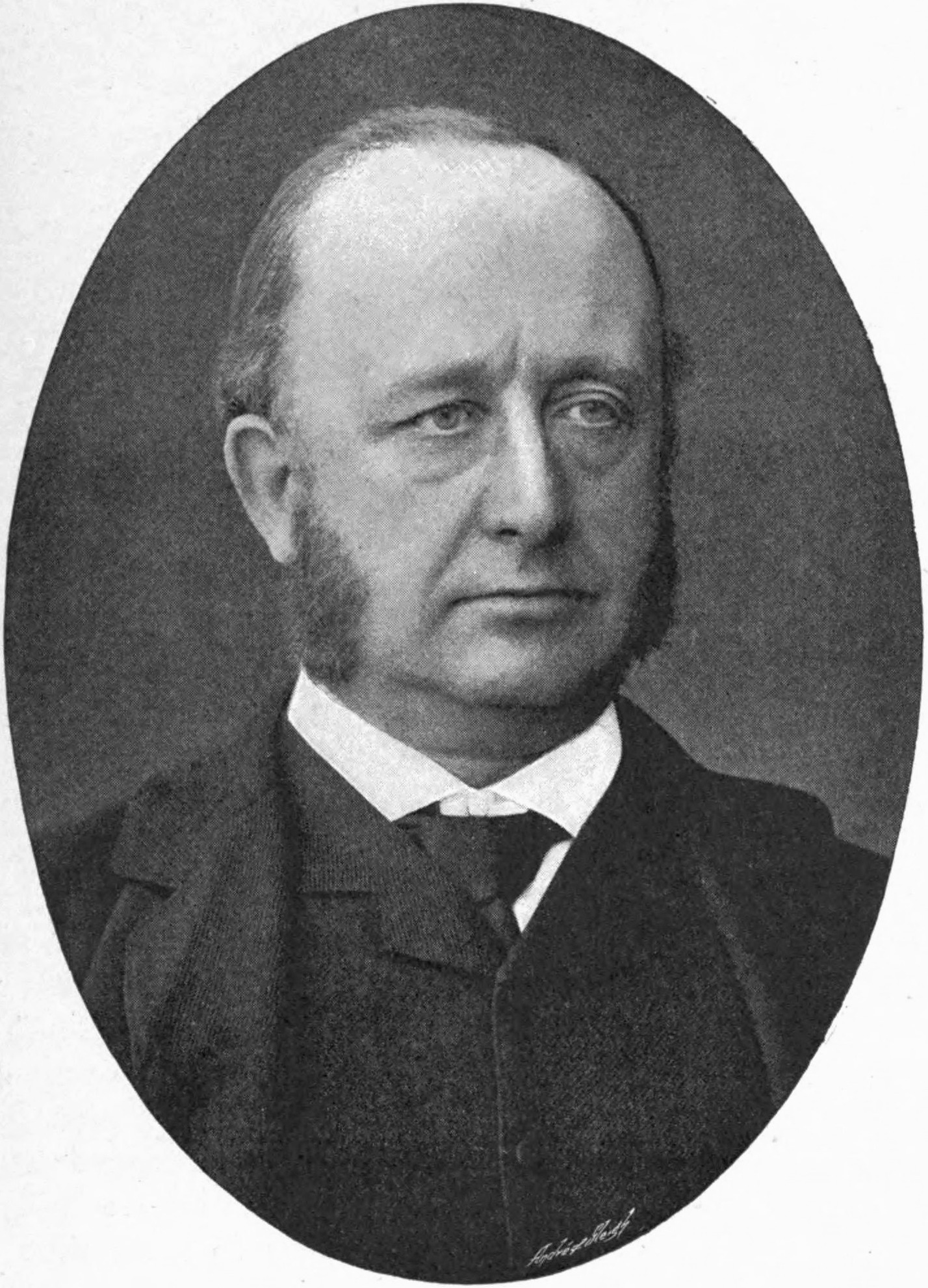
Richard Webster (vor 1895)

Richard Everard Webster, 1. Viscount Alverstone GCMG QC (* 22. Dezember 1842 in London; † 15. Dezember 1915 in Cranleigh) war ein britischer Jurist und Politiker.

## Leben
Webster war der zweite Sohn von Thomas Webster. Er besuchte die King’s College School, die Charterhouse School und das Trinity College (Cambridge).
In seinen frühen Jahren war er als ausgezeichneter Athlet bekannt. Er behielt auch später sein Interesse an Cricket und Laufsportarten. Von 1895 bis zu seinem Tod war er Präsident des Surrey County Cricket Clubs sowie im Jahre 1903 des Marylebone Cricket Clubs.
Nachdem Webster 1868 Barrister geworden war, wurde er bereits 10 Jahre später Kronanwalt. Im Juni 1885 folgte seine Berufung zum Attorney General. Einen Monat später wurde er ins House of Commons gewählt. In den folgenden Jahren vertrat er mehrfach die britischen Interessen in Schiedskommissionen, die internationale Grenzkonflikte schlichteten. Das Amt des Attorney Generals behielt er bis ins Jahr 1900.
Im Jahre 1900 folgte er Sir Nathaniel Lindley in das Amt des Master of the Rolls nach. Am 18. Juni 1900 wurde er mit dem Titel Baron Alverstone, of Alverstone in the County of Southampton, in den erblichen Adelsstand erhoben. Im Oktober desselben Jahres wurde er zum Lord Chief Justice of England berufen. Er folgte dem im Amt verstorbenen Lord Russell of Killowen. Webster ging 1913 in den Ruhestand und erhielt am 24. November 1913 den weiteren Adelstitel Viscount Alverstone, of Alverstone in the County of Southampton.
Er starb in Cranleigh, Surrey und wurde auf dem West Norwood Cemetery begraben. Mit seinem Tod erloschen seine Adelstitel, da er keine männlichen Abkömmlinge hatte.